# Volley Mulhouse Alsace
Volley Mulhouse Alsace är en volleybollklubb (damer) i Mulhouse, Frankrike. Volleybollaget grundades 1974 under namnet ASPTT Mulhouse. Från millennieskiftet och framåt har klubben nått sina största framgångar. Under den tid då RC Cannes dominerade franska damvolleyboll blev klubben flera gånger tvåa i ligan och de vann sitt första franska mästerskap säsongen 2016/2017. De blev åter franska mästare 2020/2021, samma säsong vann de även Coupe de France. Klubben bytte sommaren 2022 namn till Volley Mulhouse Alsace.